# Меи, Джироламо
Джироламо Ме́и, Мей (итал. Girolamo Mei; 27 мая 1519, Флоренция — 07.1594, Рим) — итальянский гуманист, филолог-классик и теоретик музыки. Идейный вдохновитель Флорентийской камераты, друг, консультант и корреспондент её активных членов Винченцо Галилея и Джованни Барди.

## Биография
Изучал древнегреческий язык, античную философию и литературу у Пьеро Веттори, в письмах к нему оставил ценный комментарий к «Поэтике» Аристотеля, помогал Веттори в издании памятников античной литературы и философии. В 1551 начал изучать теорию древнегреческой музыки по оригинальным трактатам. Переехав в Рим (в 1559), в 1561-74 работал секретарём кардинала Джованни Риччи, с 1574 в той же должности служил у Джованни Франческо Ридольфи.

## Научная деятельность
Занимался кропотливым изучением сложнейшего отдела древнегреческой теории — учения о ладе (тоне). В трактате «О музыкальных ладах древних» («De modis musicis antiquorum», 1573) изложил своё понимание этого учения, а также представил очерк истории лада от Аристоксена до Глареана. В четвёртой книге обнародовал своё представление о роли музыки и слова в древнегреческом театре, согласно которому древние трагедии и комедии полностью распевались хором и солистами в сопровождении авлоса.
В письмах и поздних трактатах пришёл к выводу, что многоголосные лады современной музыки не в состоянии выразить аффект, присущий монодическим ладам греческой музыки. В многоголосии, по его убеждению, различные аффекты смешиваются, противореча друг другу и смущая душу слушателя. Аналогично смешиваются в многоголосии и противоположные ритмы. Радикальностью отличалась оценка Меи контрапункта как изобретения, пригодного лишь для демонстрации профессионального мастерства композиторов. Для всего другого (особенно же для экспрессии, заложенной в поэтическом стихе) контрапункт бесполезен. Радикализм Меи стал известен, в частности, по его (посмертно опубликованному) трактату «Discorso sopra la musica antica e moderna» (1602). Аналогичная эстетическая позиция Меи подтверждается и в его письмах (всего сохранилось 6) к В.Галилею и Дж. Барди.
Труды и письма Джироламо Меи оказали решающее влияние на взгляды итальянских музыкантов позднего Ренессанса и раннего барокко, послужили теоретической и эстетической базой для создания новоевропейской «монодии» (то есть мелодии гомофонного склада) и новоевропейской «музыкальной драмы» (то есть оперы).

## Сочинения (трактаты и письма)
- Discorso sopra la musica antica e moderna (Venezia, 1602); репринты Milano: Bollettino bibliografico musicale, 1933; Bologna: Forni, 1968.
- De modis musicis antiquorum (на лат. языке, 1567—1573; рукопись). Restani, 1990 (содержит издание четвёртой книги трактата, без перевода). Английский перевод: De modis, edidit Tsugami Eisuke. Tokyo: Keiso Shobo, 1991 (содержит также издание оригинала целиком)[4].
- De' nomi delle corde del monochordo («О названиях струн монохорда», рукопись; работа осталась незавершённой)
- [Trattato di musica]. Инципит: Come potesse tanto la musica appresso gli antichi nel commuovere gli animi degli ascoltanti («Насколько послеантичная музыка способна волновать души слушателей», рукопись; трактат не окончен).
- Girolamo Mei: Letters on ancient and modern music to Vincenzo Galilei and Giovanni Bardi, ed. by C. Palisca // Musicological Studies and Documents, vol.3. s.l. [Rome], 1960.
- Girolamo Mei. Letter to Vincenzo Galilei on ancient and modern music (1572) // Musical aesthetics: a historical reader, ed. by E. Lippman. Vol. 1. New York, 1986, p. 91-104 (английский перевод).